# Gran Mezquita de Djenné
La Gran Mezquita de Djenné es el mayor edificio sagrado hecho de barro del mundo, y también el mayor hecho de este material de una sola pieza (véase Bam) con una superficie de 75×75m (5 625m²) y está considerada una cumbre de la arquitectura sudanesa-saheliana. La mezquita está en el centro de la pequeña ciudad de Djenné, Malí, en el delta interior del río Níger. Es uno de los monumentos más conocidos de África y desde 1988 está considerada, junto con el casco antiguo de Djenné, Patrimonio de la Humanidad por la Unesco.

## Historia

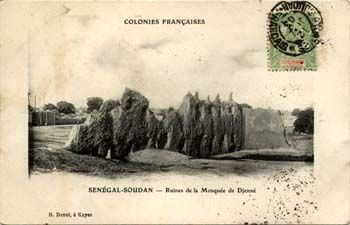
Ruinas de la mezquita de Djenné, fotografiada a principios del.

Se puede decir con seguridad que la primera mezquita de Djenné fue construida entre 1180 y 1330. El Imán de la mezquita Es-Sa'di, escribió en 1620 que en el año 1180 el sultán Koi Konboro se convirtió al islam. Más tarde entregó su palacio y mandó construir para los creyentes la primera mezquita de Djenné. Posteriormente se construyeron la torre y un muro adicional, y hoy se considera 1240 el año de su fundación.
Amadu Hammadi Bubu (también: Seku Amadu), el fundador del Imperio de Massina, dejó en 1834 que la antigua mezquita, de 600 años, se derruyese, lo que se produjo en poco tiempo, debido a una lluvia continuada. Entonces consideró esa mezquita, surgida de un palacio, demasiado exuberante y lujosa. La única parte que permaneció del edificio original es el recinto que contiene las tumbas de los líderes locales. La segunda mezquita se construyó nuevamente hacia 1896 sobre la base de los planos antiguos, esta vez de apariencia más humilde. Fue demolida de nuevo para construir la mezquita que hay actualmente, la cual se hizo parecida en aspecto y tamaño a la primera. La construcción de la Gran Mezquita actual empezó en 1906 y se finalizó entre 1907 y 1909. Ismaila Traoré, el presidente del gremio de albañiles dirigió y supervisó su construcción. En esa época, Djenné era parte de El África Occidental Francesa y los franceses pudieron ofrecer apoyo económico y político para la construcción de la mezquita y una madrasa cercana.
Muchas mezquitas de Malí cuentan con instalaciones eléctricas y sanitarias. En algunos casos se ha cubierto la fachada de azulejos, lo que ha arruinado su aspecto histórico y ha comprometido la integridad estructural del edificio. Aunque la “Gran Mezquita de Djenné” ha sido equipada con un sistema de megafonía, los ciudadanos de Djenné se han resistido a otras modernizaciones del edificio.
La Gran Mezquita fue cerrada para los no musulmanes después de haber sido utilizada para una sesión de imágenes de moda de la revista Vogue en la azotea y el área de oración de la misma. Las fotos de mujeres ligeras de ropa fueron consideradas una violación del acuerdo que la revista había hecho con los líderes locales.

## Diseño

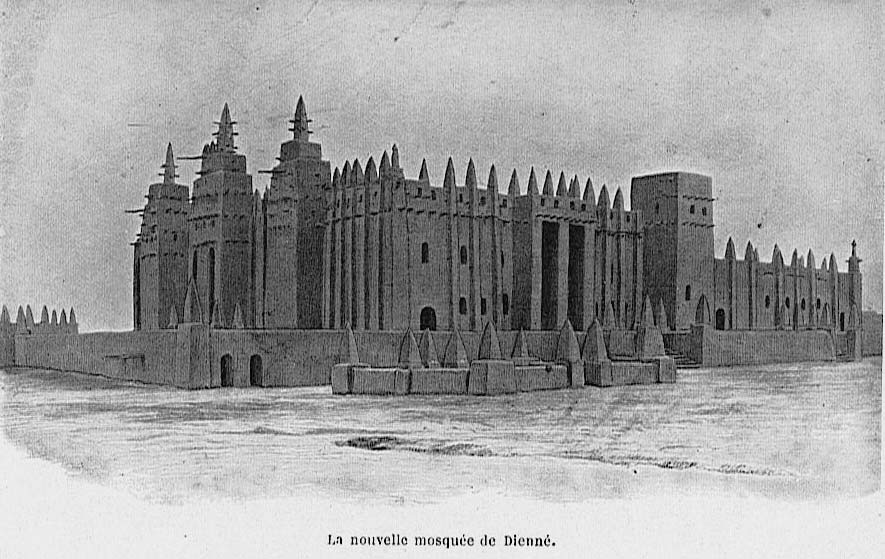
Vista de la Gran Mezquita desde el noreste tal y como era en 1910. De Notre beau Niger de Félix Dubois

Los muros de la Gran Mezquita están hechos de ladrillos de tierra cocida al sol (llamados ferey) y de mortero a base de arena y tierra, y están recubiertos de un revoque que da al edificio su aspecto liso y esculpido. Las paredes del edificio están decoradas con haces de palos de palma (Borassus aethiopum), llamados toron, que sobresalen unos 60 cm (2 pies) de la superficie. Los torones también sirven de andamiaje para las reparaciones anuales. Las medias tuberías de cerámica también se extienden desde la línea del tejado y dirigen el agua de lluvia del tejado lejos de las paredes.
El riesgo de daños causados por el agua y, en particular, de inundaciones fue una de las principales preocupaciones de Traoré cuando dirigió la construcción. Djenné está situada en una isla y durante la crecida anual del río Bani las aguas más altas pueden inundar ciertas zonas de la ciudad. Por ello, la gran mezquita se estableció en una plataforma elevada con una superficie de 5625 m2 que se eleva unos 3 metros (9,8 pies) sobre el nivel del mercado. La plataforma evita que la mezquita sufra daños cuando el río Bani se desborda. Hasta ahora, ha sido suficiente para mantenerla fuera del alcance de las aguas.
Se accede a ella por seis conjuntos de escaleras, cada uno de ellos decorado con pináculos. La entrada principal está en el lado norte del edificio. Los muros exteriores de la Gran Mezquita no son precisamente ortogonales entre sí, por lo que la planta del edificio tiene un notable contorno trapezoidal.
El muro de oración o qibla de la Gran Mezquita está orientado hacia el este, hacia La Meca, y domina el mercado de la ciudad. La qibla está dominada por tres grandes torres en forma de caja o minaretes que sobresalen del muro principal. La torre central mide unos 16 metros de altura. Las agujas o pináculos en forma de cono de la parte superior de cada minarete están rematados con huevos de avestruz. El muro oriental tiene un grosor de aproximadamente un metro y está reforzado en el exterior por dieciocho contrafuertes en forma de pilastra, cada uno de los cuales está rematado por un pináculo. Las esquinas están formadas por contrafuertes de forma rectangular decorados con torones y rematados por pináculos.
La sala de oración, que mide unos 26 por 50 metros (85,3 por 164 pies), está orientado hacia el este, en dirección a la Meca, ocupa la mitad oriental de la mezquita, detrás del muro de la qibla. El tejado, cubierto de barro y con palmeras, se apoya en nueve muros interiores que van de norte a sur y que están perforados por arcos apuntados que llegan casi hasta el tejado. Este diseño crea un bosque de noventa pilares rectangulares macizos que abarcan la sala de oración interior y reducen gravemente el campo de visión. Las pequeñas ventanas situadas de forma irregular en las paredes norte y sur permiten que llegue poca luz natural al interior de la sala. El suelo es de tierra arenosa.

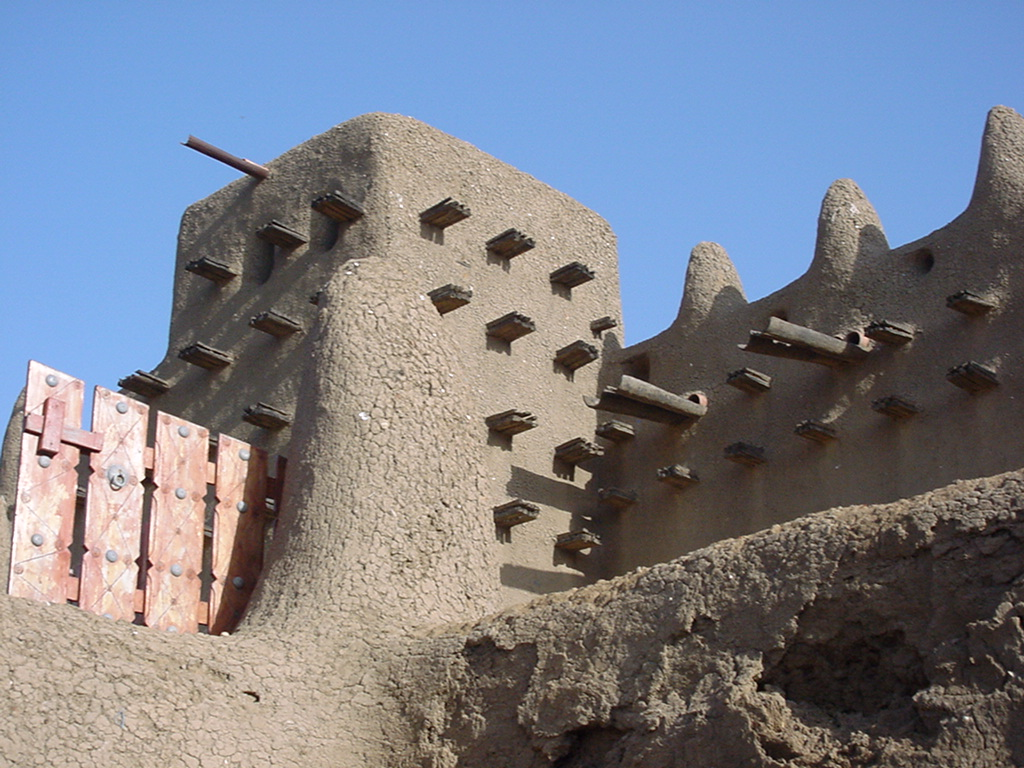
Los manojos de palos de palma de rodeno incrustados en las paredes de la Gran Mezquita se utilizan como decoración y sirven de andamiaje para las reparaciones anuales

En la sala de oración, cada una de las tres torres del muro de la qibla tiene un nicho o mihrab. El imam dirige las oraciones desde el mihrab de la torre central más grande. Una estrecha abertura en el techo del mihrab central conecta con una pequeña sala situada por encima del nivel del techo en la torre. Antiguamente, un pregonero repetía las palabras del imán a los habitantes de la ciudad. A la derecha del mihrab de la torre central hay un segundo nicho, el púlpito o minbar, desde el que el imam predica su sermón del viernes.
Las torres del muro de la qibla no contienen escaleras que comuniquen la sala de oración con el techo. En su lugar, hay dos torres cuadradas que albergan escaleras que conducen al tejado. Un juego de escaleras se encuentra en la esquina suroeste de la sala de oración, mientras que el otro, situado cerca de la entrada principal en el lado norte, sólo es accesible desde el exterior de la mezquita. Las pequeñas rejillas de ventilación del tejado están rematadas con cazoletas invertidas desmontables que, al retirarlas, permiten que el aire caliente salga del edificio y ventile el interior.
El patio interior situado al oeste de la sala de oración, que mide 20 x 46 m (21,9 x 50,3 yd), está rodeado por tres lados por galerías. Las paredes de las galerías que dan al patio están salpicadas de aberturas en forma de arco. La galería occidental está reservada a las mujeres.
La mitad de la mezquita está cubierta por un techo, la otra mitad es un patio de oración al aire libre. El techo se apoya en los pilares de madera 90, que se extienden por toda la superficie. Los orificios de ventilación del techo están cubiertos por cúpulas cerámicas extraíbles que impiden la entrada de la lluvia y que pueden retirarse para permitir la ventilación cuando el aire del interior es demasiado caliente. Una segunda sala de oración se encuentra en un recinto cerrado detrás de la zona cubierta: está delimitada por muros exteriores al norte, sur y oeste, y al este por la zona cubierta y rodeada de arcadas. Los muros de la arcada entre la sala cubierta y el patio están perforados por aberturas abovedadas 15 m de altura: permiten la vista o la circulación de personas.
Aunque se beneficia de un mantenimiento regular, desde la construcción de la fachada en 1907 solo se han realizado pequeños cambios en el diseño. En lugar de un único nicho central, la torre del mihrab tenía originalmente un par de grandes nichos que recordaban la forma de los arcos de entrada del muro norte. La mezquita también tenía muchos menos torones, sin ninguno en los contrafuertes de las esquinas. De las fotografías publicadas se desprende que, a principios de los años 90, se añadieron dos hileras adicionales de torón a las paredes.

## Técnica de construcción
Existen dos sistemas de construcción con adobe: el sistema djenné-ferey y el sistema toubabou-ferey.
- La construcción djenné-ferey es el método de construcción tradicional; consiste en una superposición de bolas de tierra cruda aún húmeda, cuyo elemento base desempeña el papel de ladrillo y aglutinante. La mezquita se construye con este método.
- El Toubabou-ferey consiste en la construcción de ladrillos de tierra cruda seca (adobe) unidos por tierra cruda húmeda. El Toubabou-ferey fue introducido en Malí por los occidentales tras la clasificación de Djenné como patrimonio mundial. Se utiliza para reconstruir Djenné más rápidamente según los planos de la ciudad que datan de 1830.

## Importancia cultural

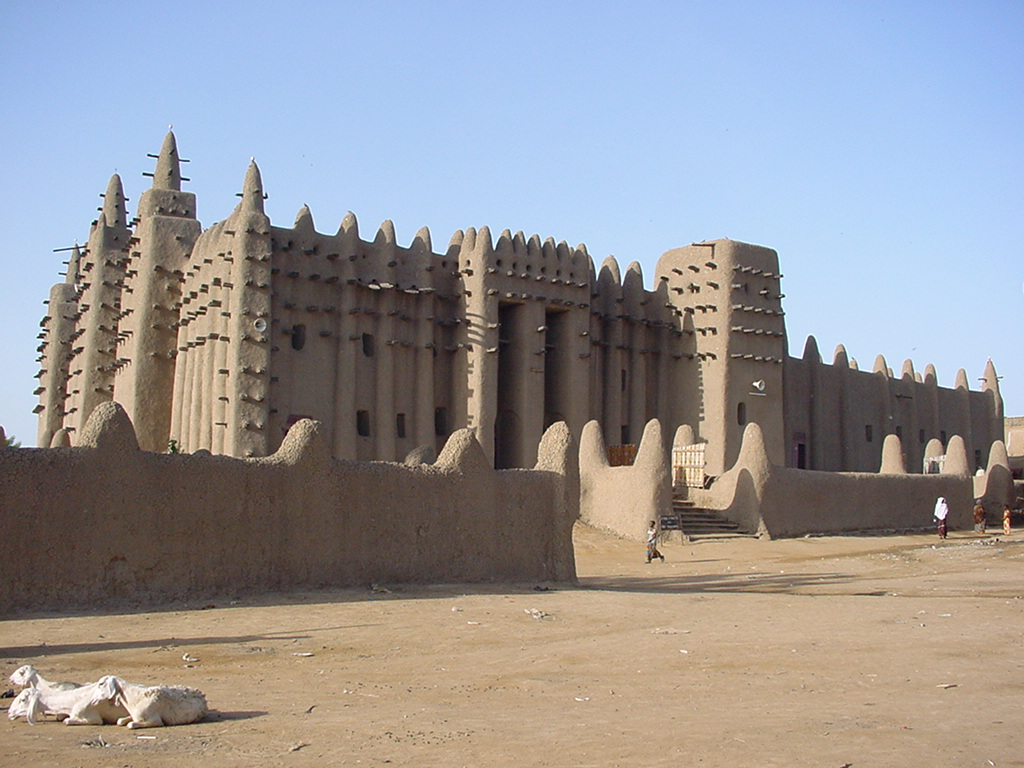
La entrada principal está en el muro norte

Toda la comunidad de Djenné participa activamente en el mantenimiento de la mezquita mediante un festival anual único. Este festival incluye música y comida, pero tiene como objetivo principal reparar los daños infligidos a la mezquita en el último año (principalmente la erosión causada por las lluvias anuales y las grietas provocadas por los cambios de temperatura y humedad). En los días previos a la fiesta, el yeso se prepara en fosa. Necesita varios días para curarse, pero hay que removerlo periódicamente, tarea que suele recaer en los niños que juegan con la mezcla, agitando así el contenido. Los hombres se suben a los andamios y a las escaleras de madera de palma que hay en la mezquita y aplican el yeso sobre la fachada de la mezquita.
Otro grupo de hombres transporta el yeso desde los fosos hasta los obreros de la mezquita. Al principio de la fiesta se celebra una carrera para ver quién será el primero en entregar el yeso a la mezquita. Las mujeres y las niñas llevan agua a los pozos antes de la fiesta y a los obreros de la mezquita durante la misma. Los miembros del gremio de albañiles de Djenné dirigen el trabajo, mientras que los ancianos de la comunidad, que ya han participado en el festival muchas veces, se sientan en un lugar de honor en la plaza observando los procedimientos.
En 1930, se construyó una réplica inexacta de la mezquita de Djenné en la ciudad de Fréjus, en el sur de Francia. La imitación, la mezquita Missiri, fue construida en cemento y pintada en rojo ocre para asemejarse al color de la original. Estaba destinada a servir de mezquita para los Tirailleurs sénégalais, las tropas coloniales de África Occidental del Ejército francés que estaban destinadas en la región durante el invierno.

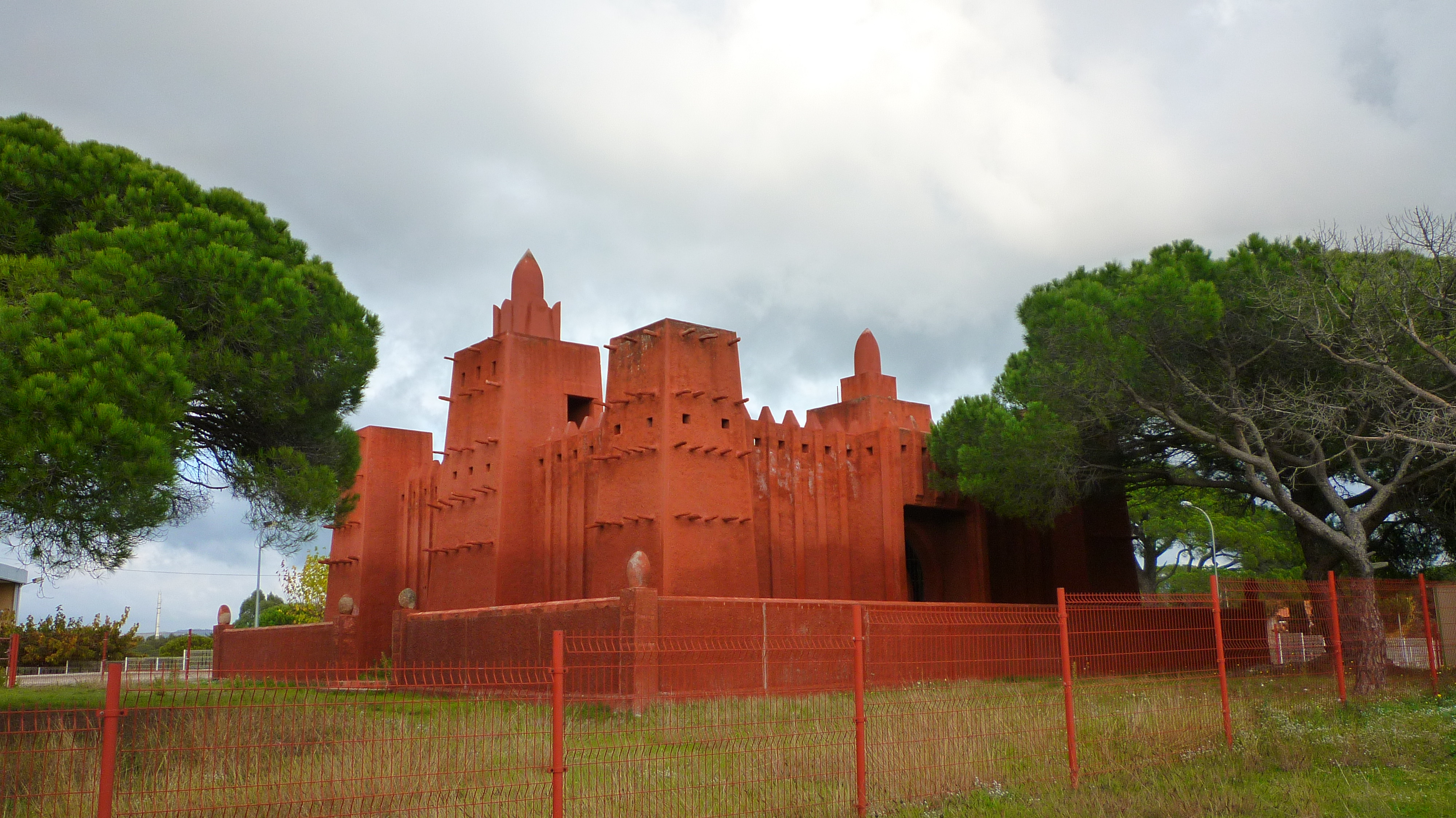
Una réplica de la mezquita de 1930 en la comuna de Francia de Fréjus.

La mezquita original presidía uno de los centros de aprendizaje islámico más importantes de África durante la Edad Media, con miles de estudiantes que acudían a estudiar el Corán en las madrasas de Djenné. Las zonas históricas de Djenné, incluida la Gran Mezquita, fueron designadas Patrimonio de la Humanidad por la UNESCO en 1988. Aunque hay muchas mezquitas más antiguas que su encarnación actual, la Gran Mezquita sigue siendo el símbolo más destacado tanto de la ciudad de Djenné como de la nación de Malí.
El 20 de enero de 2006, la visión de un equipo de hombres que cortaban el tejado de la mezquita provocó disturbios en la ciudad. El equipo estaba inspeccionando el tejado como parte de un proyecto de restauración financiado por el Aga Khan Trust for Culture. Los hombres desaparecieron rápidamente para evitar ser linchados. En la mezquita, la muchedumbre arrancó los ventiladores que había regalado la Embajada de EE. UU. en la época de la Guerra de Irak y a continuación se lanzó al ataque por la ciudad. La multitud saqueó la Misión Cultural, la casa del alcalde, destruyó el coche del hermano menor del imán y dañó tres coches del propio imán. La policía local se vio desbordada y tuvo que pedir refuerzos a Mopti. Un hombre murió durante los disturbios.
El jueves 5 de noviembre de 2009, la parte superior de la gran torre sur del muro de la qibla se derrumbó después de que cayeran 75 mm (3 Pulgada) de lluvia en un periodo de 24 horas. El Aga Khan Trust for Culture financió la reconstrucción de la torre.
La mezquita figura en el escudo de Malí.